# Церковь Святой Марии (Нойбранденбург)
Церковь Святой Марии (нем. Marienkirche) — концертный зал Нойбранденбурга (с 2001 года — после перестройки), ранее (до 1945 года) — главная приходская церковь города.
Сооружение выполнено в стиле северогерманской готики. Башня церкви имеет высоту 90 метров и является самым высоким сооружением в Нойбранденбурге.
Современному кирпичному сооружению предшествовала первая деревянная церковь, которая была построена вскоре после основания города.
Нынешнее готическое здание было построено поэтапно — от алтаря в 1298 году до строительства церковной башни в XIV веке. Церковь была освящена в 1298 году епископом Хафельбергским.
Церковь неоднократно подвергалась частичным разрушениям из-за войн (Тридцатилетняя и др.) и пожаров, но каждый раз восстанавливалась.
С 1832 по 1841 г. комплексным восстановлением церкви занимался Ф. В. Баттель.
В ходе Второй мировой войны, в 1945 году, церковь была частично разрушена (остались наружные стены и основание башни) в ходе советского контрнаступления на Германию.
В течение следующих 30 лет предпринимались попытки восстановления, но они не увенчались успехом. Только в 1975 году, после того как собственником церкви (точнее того, что от неё осталось) стал город, было решено реконструировать её в концертный зал. С середины 1970-х до 1990-х годов работы по реконструкции велись под руководством Йозефа Вальтера.
Концертный зал был построен в 1996 году финским архитектором Пеккой Салминен. 13 июля 2001 году состоялся концерт открытия.
В 2007 году в башне церкви были установлены новая колокольня и пять колоколов. Праздничное освящение колоколов состоялось 24 июня 2007 года.
Одна из ключевых работ северогерманской кирпичной готики. Церковь Святой Марии имеет долгую и насыщенную историю. Церкви уже более 700 лет, она множество раз была разрушена, перестраивалась и восстанавливалась. После Второй мировой войны, сохранились лишь некоторые наружные стены и части башни. Сегодня здание гордо и мощно простирается в небо, и внешне ничто не напоминает о тяжёлом прошлом.

Однако это был тернистый путь, выложенный из новых и новых идей, принятии нестандартных решений, массы усилий, которые в конечном итоге привели к чему-то особенному — одному из самых впечатляющих концертных залов Германии.

Финский архитектор профессор Пекка Салминен интегрировал современный концертный зал в исторические кирпичные стены, тем самым создав симбиоз старого и нового.

Информация с официального сайта
Уникальной архитектурной особенностью является восточный фронтон церкви. Формы Страсбургского собора перенесли в кирпич. В дальнейшем подобный элемент встречается в городских воротах Нойбранденбурга, в церкви Святой Марии в Пренцлау и кафедральном храме Святого Якуба в Щецине.

## Галерея

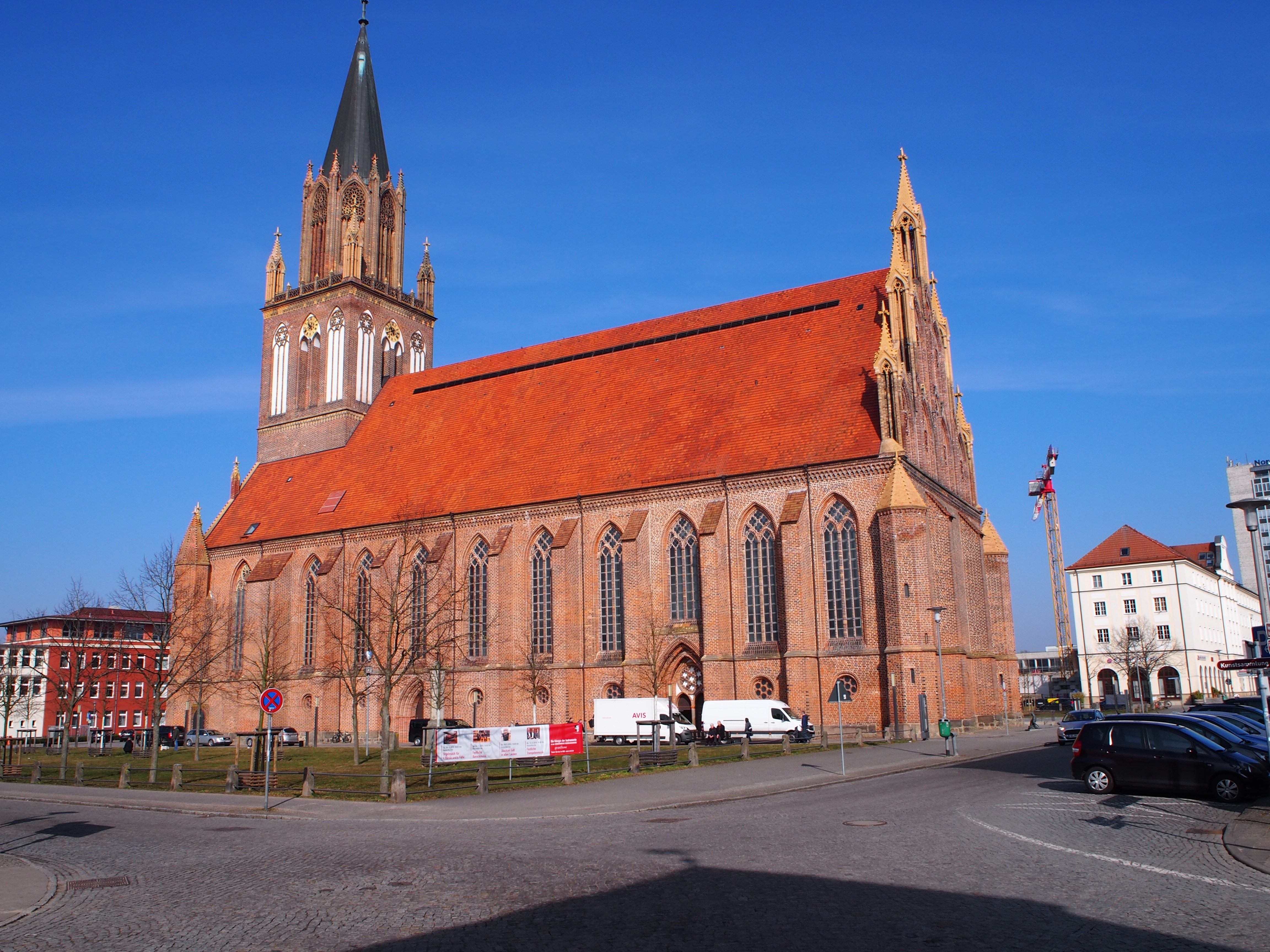
Современный общий вид
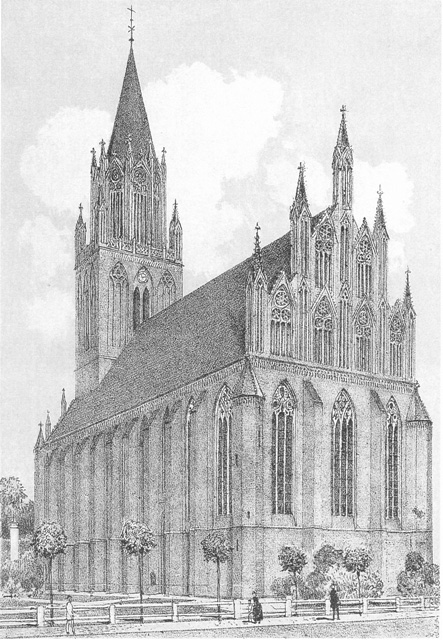
Рисунок, 1860 год
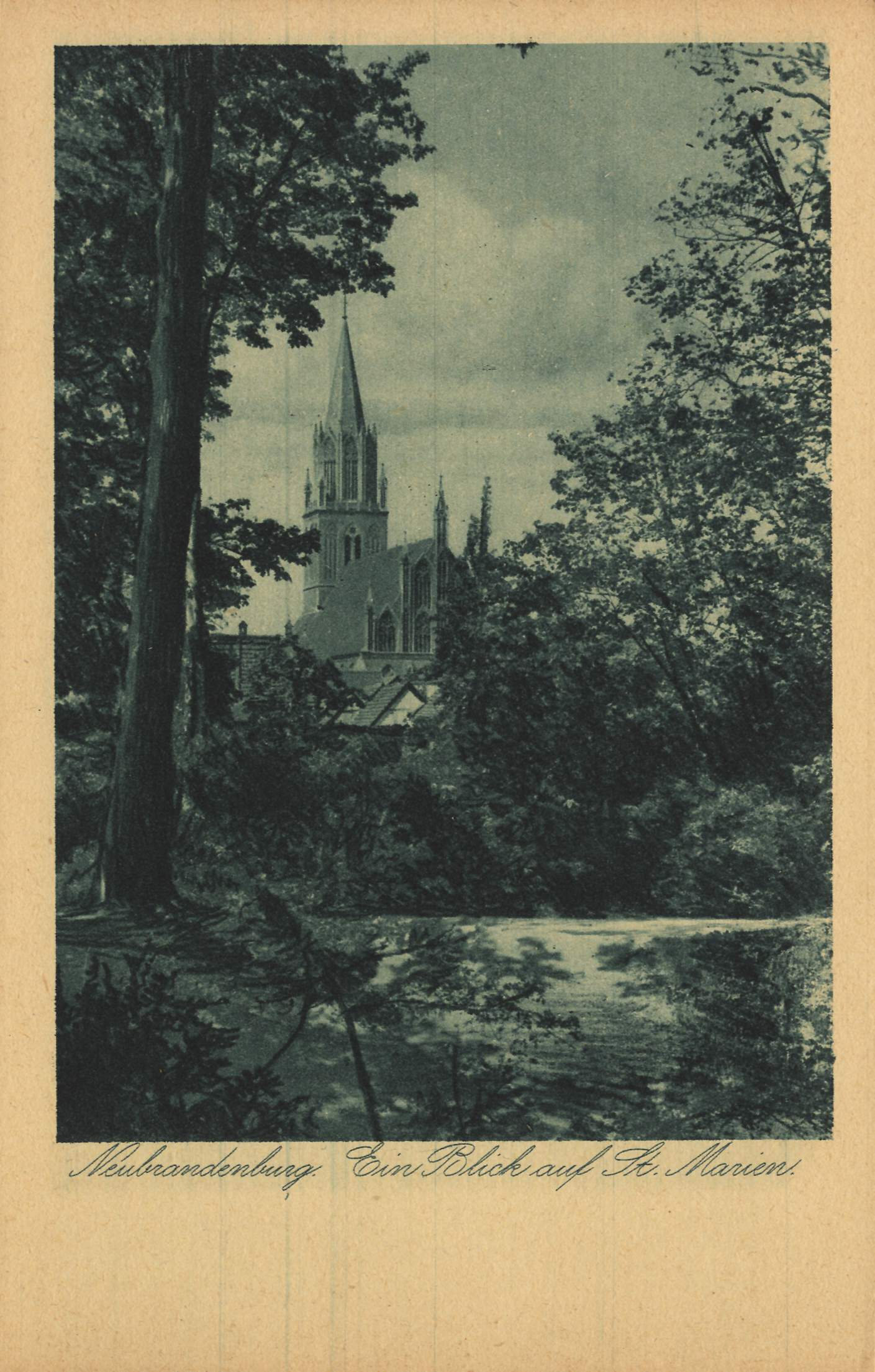
Церковь Святой Марии на открытке
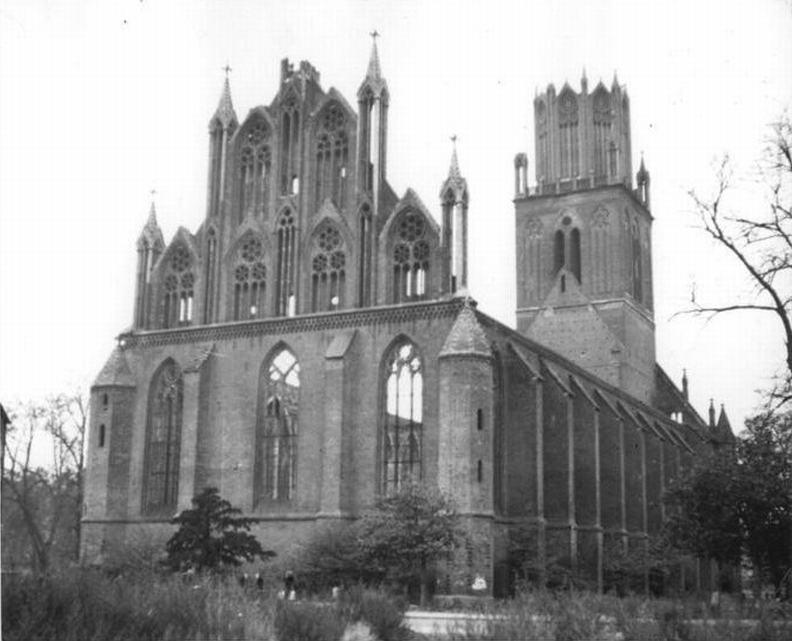
После Второй мировой войны
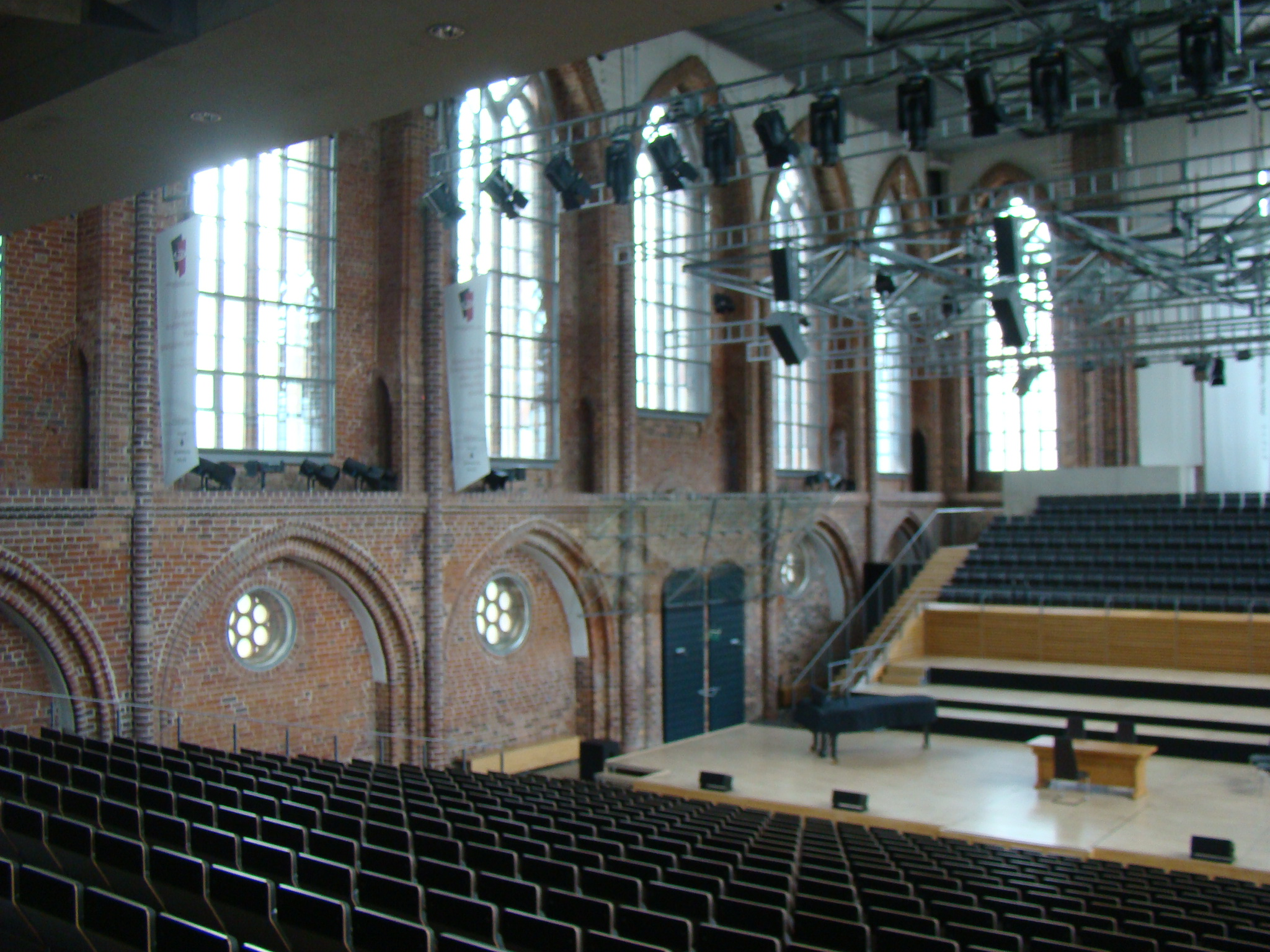
Современный концертный зал
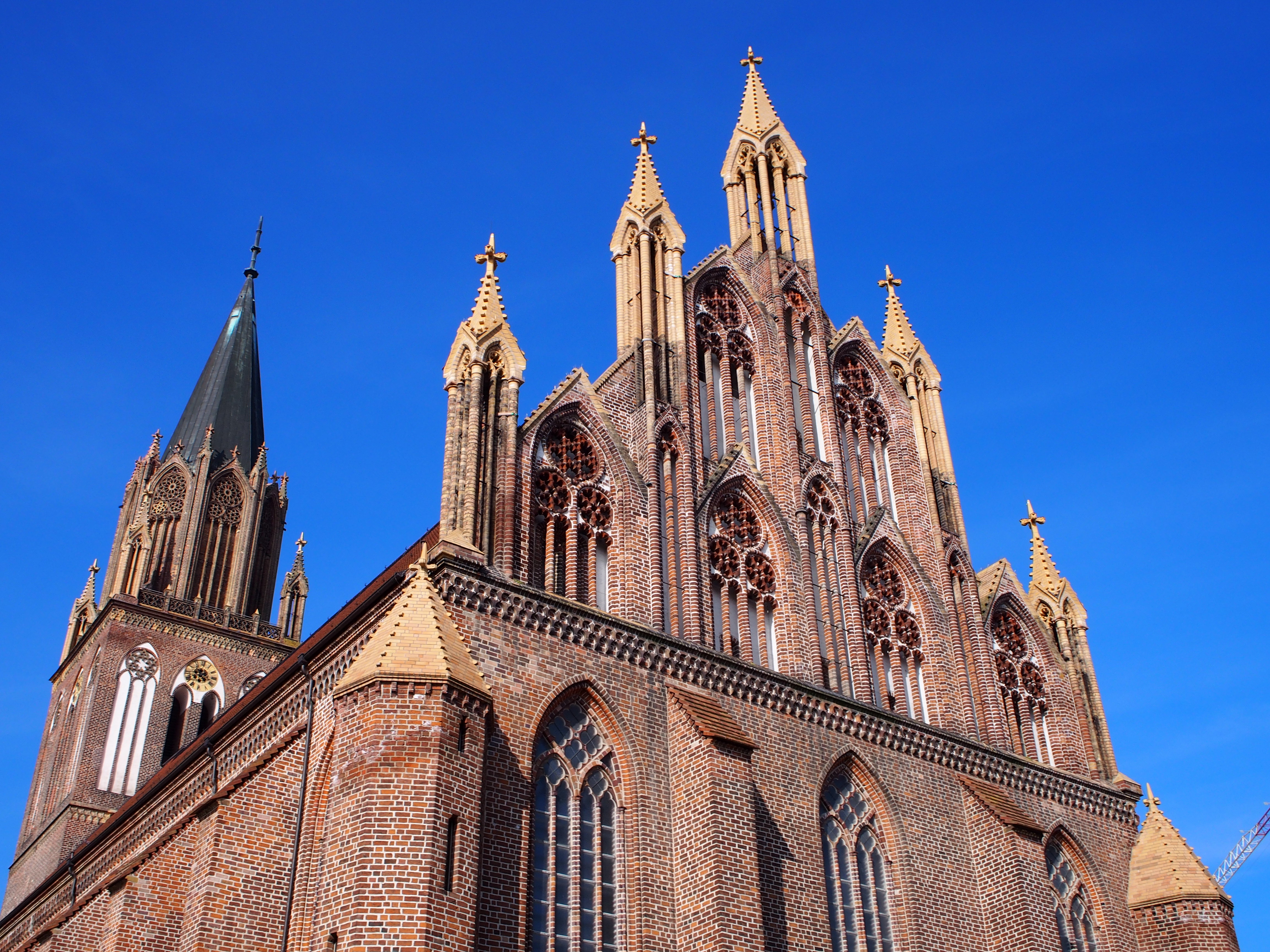
Восточный фронтон